# مقبرة الفتخاء

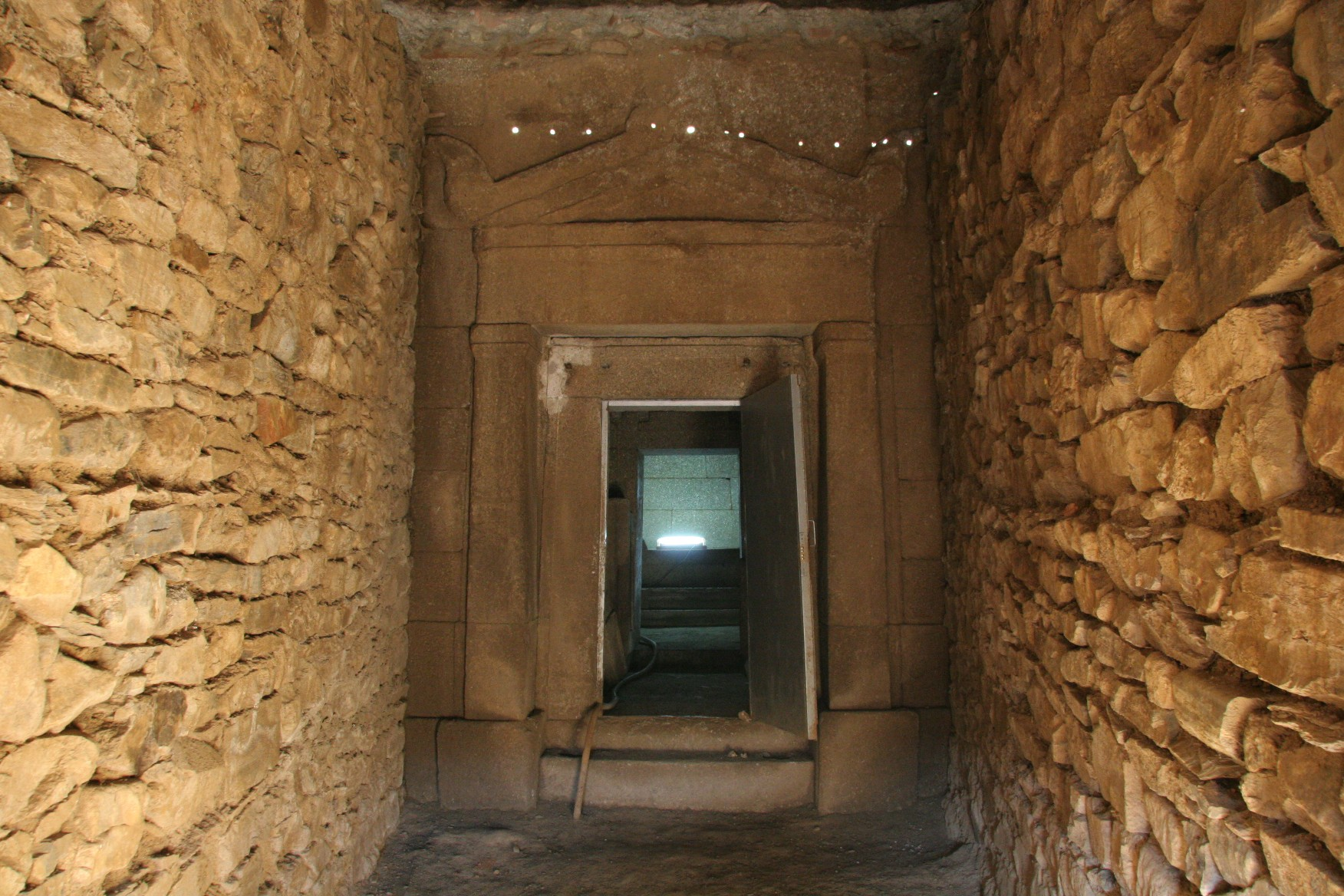
مدخل المقبرة

مقبرة الفتخاء، الموجودة في بلغاريا، لها واجهة مزينة بأعمدة بلاستيكية وتعلوها قاعدة. أطراف النبتة عبارة عن أنصاف سعيفات، أوراقها السفلية ممدودة وتشبه رؤوس الفتخاء. بني المعبد في القرن الخامس قبل الميلاد. يوجد ممر مصنوع من أحجار النهر ومغطى بالتراب. تم بناء الواجهة وغرفة الانتظار والغرفة الدائرية من كتل الجرانيت. تم إغلاق مداخل غرفة الانتظار وغرفة القبة بأبواب حجرية تم العثور عليها مكسورة أثناء بحث المنشأة. غرفة الانتظار مستطيلة الشكل ولها سقف مزدوج. الغرفة المستديرة مغطاة بقبة جيدة الصنع. أرضيات كلتا الغرفتين مصنوعة من ألواح الجرانيت المجصصة. مقابل مدخل الغرفة الدائرية يوجد سرير حجري طقوسي ذو زخارف. على كتلة حجرية أمام السرير تم العثور على كفوف ذهبية. أقيمت الجنازة في المعبد في القرن الرابع قبل الميلاد. كان الممر مليئًا بحجارة النهر والتربة. لقد سُرقت في العصور القديمة.